# تعميم (قانون)
التعميم  هو الإبلاغ أو الإخبار أو الإشهار الرسمي لقانون تشريعي أو إداري أنه أصبح حيز التنفيذ وذلك بعد الموافقة على مشروع القانون المقترح.
عادة ما يتم تعميم القوانين والإبلاغ عنها بنشرها في الوسائل الإعلامية المختلفة مثل الجرائد الرسمية أو المحطات الإخبارية الرسمية أو على مواقع الإنترنت الرسمية.

## اقرأ أيضاً
- تشريع